# سيد الناس بن محمد بن عبد القوي
سيد الناس بن محمد بن عبد القوي زعيم قبلي وله رئاسة بني توجين بعد وفاة أبيه محمد بن عبد القوي سنة 684هـ. وقتله أخوه موسى بعد سنة أو نحوها من ولايته أي عام 685 هجري . 
1. ↑  "ص215 - كتاب معجم أعلام الجزائر - سيد الناس بن محمد بن عبد القوي - المكتبة الشاملة الحديثة". al-maktaba.org. مؤرشف من الأصل في 2021-12-12. اطلع عليه بتاريخ 2021-12-19.
2. ↑  عبد الرحمن بن محمد الحضرمي/ابن (1 Jan 2016). تاريخ ابن خلدون 1-7 المسمى كتاب العبر وديوان المبتدأ والخبر ج7 (بiw). Dar Al Kotob Al Ilmiyah دار الكتب العلمية.{{استشهاد بكتاب}}:  صيانة الاستشهاد: لغة غير مدعومة (link)
3. ↑  Tarek. The Berbers. Lulu.com. ISBN:978-1-365-70265-5.